# Publio Licinio Calvo Esquilino (tribuno consolare 396 a.C.)
Publio Licinio Calvo Esquilino (fl. IV secolo a.C.) è stato un politico e militare romano.

## Tribunato consolare
Nel 396 a.C. fu eletto tribuno consolare con Lucio Titinio Pansa Sacco, Publio Melio Capitolino, Gneo Genucio Augurino, Lucio Atilio Prisco e Quinto Manlio Vulsone Capitolino.
Livio racconta che fu eletto al posto del padre che rinunciò alla massima magistratura in suo favore.
senza che io la sollecitassi».»
(Tito Livio, "Ab Urbe Condita", V, 2, 18)
Mentre continuava l'assedio di Veio, Lucio Titinio e Gneo Genucio marciarono contro i Falisci ed i Capenati, ma furono da questi sorpresi in un'imboscata. Gneo Genucio morì combattendo, mentre Titino riuscì a riparare con i superstiti.
La notizia della rovina dell'esercito romano fece cadere Roma, ed i soldati che assediavano Veio, nel panico, tanto che alcuni di questi tornarono in città.
(Tito Livio, "Ab Urbe Condita", V, 2, 18)
Solo la nomina di Marco Furio Camillo a dittatore riuscì a riportare la calma in città e nell'esercito, che rinfrancato, fu artefice della caduta di Veio, dopo un decennale assedio.